# ژوآو سوسا
ژوآو سوسا (انگلیسی: João Sousa؛ زاده ۳۰ مارس ۱۹۸۹) یک تنیس‌باز اهل پرتغال است.